# Ejnar Hertzsprung
Ejnar Hertzsprung (født 8. oktober 1873 på Frederiksberg, død 21. oktober 1967 i Roskilde) var en dansk kemiker og astronom.

## Baggrund og uddannelse
Ejnar Hertzsprung var søn af direktør i Statsanstalten for Livsforsikring Severin Hertzsprung og hustru Henriette f. Frost. Han blev student fra Metropolitanskolen 1892, cand.polyt. med speciale som kemiingeniør 1898 og var kemiker i Sankt Petersborg 1899-1901. Han studerede dernæst på professor Wilhelm Ostwalds laboratorium i Leipzig 1901, blev ekstraordinær professor i astronomi ved Universitetet i Göttingen 1909, observator ved Astrophysikalisches Observatorium i Potsdam samme år og udnævnt til adiunktdirektør i astrofysik ved observatoriet i Leiden 1919. Han var ekstraordinær professor ved universitetet sammesteds 1920-1944 og direktør for observatoriet i Leiden fra 1935.

## Hertzsprungs banebrydende forskning indenfor astronomi
I 1905 offentliggjorde Hertzsprung artiklen "Zur Strahlung der Sterne" , desværre i det – astronomisk-fagligt set – obskure tidsskrift "Zeitschrift für Wissenschaftliche Photographie, Photophysik und Photochemie" (nr. 3, s. 429-442), hvori Hertzsprung opstillede sine observationer og resultater i tabelform, ikke i et diagram.
De vigtigste resultater i denne artikel er som følger:
1. Stjerner i de "sene" spektralklasser G, K og M er splittet i to grupper med hver deres lysstyrke.
2. De lysstærke røde stjerner må være meget store.
3. Det lille antal røde kæmpestjerner (betegnelsen er ikke Hertzsprungs) viser, at disse stjerner udvikler sig hurtigt.
4. Hertzsprung antager at en stjernes absolutte lysstyrke og spektrum må være indbyrdes afhængige.

Efterfølgende offentliggjorde Ejnar Hertzsprung i 1907 artiklen "Zur Bestimmung der photographischen Sterngrössen", hvori han bl.a. foreslog en metode til at bestemme stjerners afstande ud fra deres spektre. Ligeledes i 1907 offentliggjorde han "Zur Strahlung der Sterne. II" 
I 1910 havde den amerikanske astronom Henry Norris Russell, uafhængigt af Hertzsprung, gjort lignende observationer og havde opstillet disse i et diagram.
Efter Ejnar Hertzsprungs besøg i USA i samme år udarbejdede de i fællesskab to diagrammer over de åbne stjernehobe Hyaderne og Plejaderne, som blev offentliggjort i 1911 i "Publikationen des Astrophysikalischen Observatorium zu Potsdam", 1911, Nr. 63. Russell fik udgivet et mere generelt diagram – vistnok i samarbejde med Hertzsprung – i en artikel i Nature (92, p. 252, 1914)
På forslag af den danske astronom Bengt Strömgren fik det kombinerede diagram i 1933 betegnelsen Hertzsprung-Russell-diagrammet.
Hertzsprung-Russell-diagrammet har siden offentliggørelsen været et af de vigtigste hjælpemidler indenfor astronomi og astrofysik.

Det er så essentielt for den astronomiske videnskab, at hvis man finder en bog om astronomi uden Hertzsprung-Russell-diagrammet, er den næsten sikkert fra før 1920.

## Udvalg af Hertzsprungs øvrige forskning
I 1913 bestemte Hertzsprung, ved hjælp af stjerner af typen delta Cephei variabel (som har et præcist forhold mellem absolut lysstyrke og periode), afstanden til den Lille Magellanske Sky, en dværggalakse som (vistnok) kredser om vor egen galakse Mælkevejen, og som ses på den sydlige stjernehimmel. Dette var den første afstandsbestemmelse til et objekt udenfor vor egen galakse.
Ejnar Hertzsprung opdagede to asteroider, begge mens han var i Johannesburg.

Den ene (den 7. juli 1924) 1702 Kalahari, den anden (den 25 september 1929) er Amor-asteroiden 1627 Ivar.

Asteroiden 1693 Hertzsprung er opkaldt efter ham.
I alt offentliggjorde Ejnar Hertzsprung 212 artikler.

## Æresbevisninger
- dr. h.c. (æresdoktor) ved Universiteit Utrecht 1923
- dr. h.c. ved Københavns Universitet 1946
- dr. h.c. ved L'Université de Paris 1949
- Indenlandsk medlem af Det Kongelige Danske Videnskabernes Selskab 1919
- Indenlandsk medlem af det hollandske Akademie van Wetenschappen 1921
- Associate of The Royal Astronomical Society 1921
- udenlandsk medlem af Lunds fysiografiska Sallskap 1924
- udenlandsk medlem af Regia Societas Scientiarum Upsaliensis 1925
- æresmedlem af The American Association of Variable Star Observers 1926
- Foreign honorary member of The American Academy of Arts and Sciences, Boston, Massachusetts 1927
- Royal Astronomical Societys guldmedalje 1929
- Udenlandsk medlem af Kungliga Vetenskaps Akademien, Stockholm 1935
- Honorary member of The American Astronomical Society 1935
- Bruce Gold Medal 1937
- Research Associate ved Lick observatoriet i Californien 1. juli 1937 til 30. juni 1938
- Membre correspondant de L'Academies des Sciences à Paris 1938
- Udenlansk medlem af det Koninklijke Vlaamsche Academie voor Wetenschappen, Letteren en Schoone Kunsten van Belgie 1940
- Udenlandsk medlem af The Philosophical Society, Philadelphia
- Udenlandsk medlem af Wiener Akademiet 1947